# Tomotaka Okamoto
Tomotaka Okamoto (født 29. juni 1990) er en japansk fodboldspiller, som spiller for den japanske fodboldklub Roasso Kumamoto.